# Вітватерсрандська золота лихоманка
26°12′37″ пд. ш. 27°59′16″ сх. д. / 26.21028° пд. ш. 27.98778° сх. д.Вітватерсрандська золота лихоманка — золота лихоманка у Вітватерсранді, яка почалася у 1886 році і спричинила появу Йоганнесбургу у Південній Африці.
У фольклорі місцевих племен, які кочували по рівнинах Південної Африки постійно існували чутки про сучасне «Ельдорадо». Також легенди ходили серед золотошукачів, які приїжджали з усього світу, щоб шукати свого щастя на алювіальних шахтах Барбертона і Пілігрим Рест, сучасна провінція Мпумаланга.
Але це було до 1886 р. до поки не відкриті масові багатства Вітватерсранду. Наукові дослідження вказали на той факт, що «Золота Дуга», яка простягається від Йоганнесбурга до Велкома колись була великим внутрішнім озером. А мул і золоторудні родовища розсипного золота осіли в цьому районі і сформували золоті багаті родовища, якими славиться Південна Африка.

## Відкриття

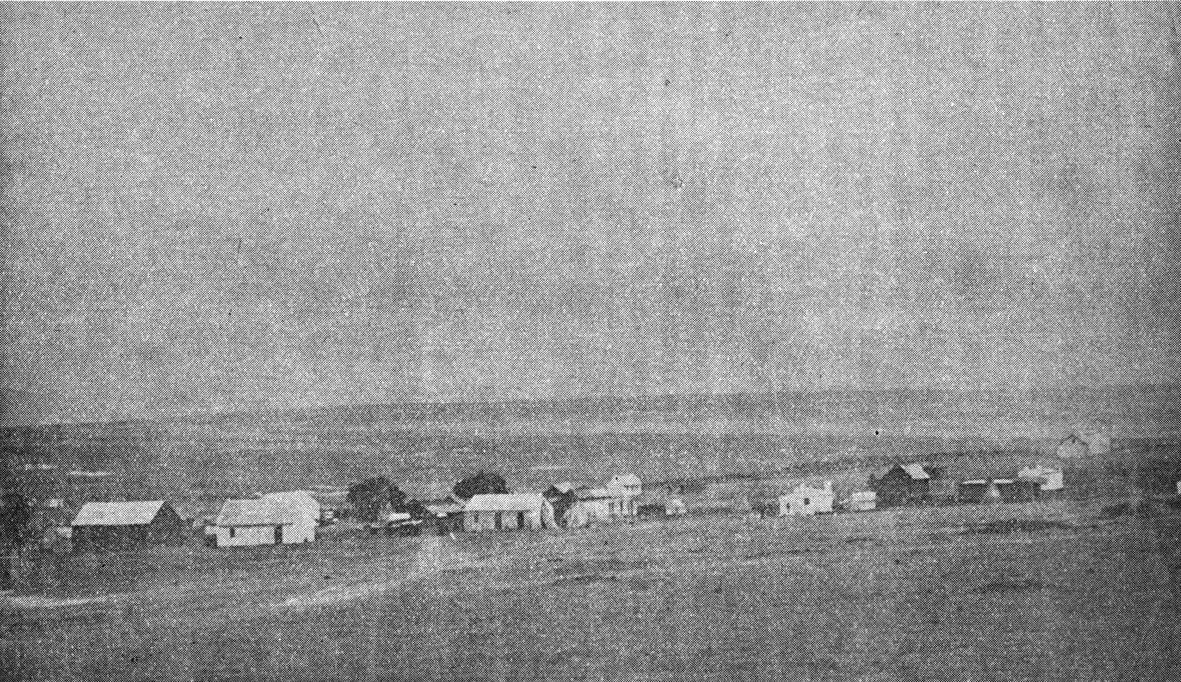
Ферма, де вперше було виявлено золото у 1886 р.

Вважається, що це була неділя у березні 1886 р., коли австралійський золотошукач, Джордж Гаррісон, наткнувся на оголення основних золотоносних шарів. Він попросив ліцензію на ці землі у тодішнього уряду Південно-Африканської Республіки(ZAR). Тому територія була оголошена відкритою. Його відкриття закарбоване в історію пам'ятником, який постав на місці першого виступу золотоносних шарів. Також на його честь названо парк. За іронією долі, Гаррісон, як вважають, продав свою ліцензію за менш ніж 10 фунтів, перш ніж покинути цю землю, і відтоді про нього ніхто й ніколи не чув.
Були припущення, що він був змушений продати свою ліцензію і залишити ці землі. Вважається також, що він був убитий по дорозі додому.

## Заснування Йоганнесбурга
Не минуло багато часу, як після відкриття ця територія стала місцем прибуття різних шукачів пригод і фортуни з усього світу. Незабаром брудні гірські села скупчені у таборі Феррейра сформувалися в одне поселення. Спочатку уряд Трансваалю не вірив, що золота лихоманка триватиме тривалий час, і накреслив невелику трикутну ділянку землі для будівництва міста. Ось чому центральні вулиці ділові райони Йоганнесбурга настільки вузькі.
Протягом 10 років, місто вже було найбільшим в Південній Африці, випереджаючи зростання Кейптауна, що був старшим більш ніж на 200 років. Під час золотої лихоманки спостерігався масовий розвиток Йоганнесбурга та Вітватерсранда. А довколишні території стали найбільш урбанізованим районом Південної Африки.

## Друга англо-бурська війна
Вельми характерною була пророча реакція останнього президента Трансвааля Пауля Крюгера на знахідку золота Ранда: «Не кажіть мені за золото. Це метал, від якого отримують менше користі ніж чвар, нещасть та злигоднів… Я кажу Вам: кожна унція, вилучена з нашої землі, потягне за собою потоки сліз і крові тисяч найкращих із нас».
Вітватерсрандська золота лихоманка була одним з основних факторів невдалого Рейду Джеймсона (1895—1896 рр.) і розв'язання Другої англо-бурської війни у 1899 році. Бури були обурені з приводу великої кількості іноземних робітників уітландерів (Uitlanders) у Вітватерсранді. Тому бурський уряд підвищив податки і відмовив золотошукачам у праві голосу. У відповідь уітландери і британські власники шахт почали чинити тиск, щоб повалити уряди Трансваалю і Республіки Оранжевої.

## Перебіг подій Вітватерсрандської золотої лихоманки
Окремі знахідки золотих самородків траплялися в Трансваалі вже з 50-х років XIX ст. 1853—1854 рр. досвідчений золотошукач Маре пройшов майже всіма ріками Трансвааля, розвідуючи золото на каліфорнійський манер (шліховим методом). Він натрапив на золото лише в малих кількостях на річці Юксней (поблизу сучасного Йоганнесбурга). Незначними були й знахідки першого досвідченого геолога Карла Мауха (1867 р.). Загалом у розпал алмазної лихоманки окремі випадки виявлення золота (у невеликих кількостях) відходили на другий план, хоча деякі відчайдухи вперто продовжували його пошуки.
1870 р. було знайдене перше розсипне золото на сході Трансвааля, поблизу Лейденбурга (родовище назвали «Відпочинок пілігримів»). На звістку про його відкриття «відгукнулись» тисячі старателів (в тому числі з австралійських родовищ Бендіго й Балларат), для яких не стали перешкодами ані віддаленість і необжитість території, ані тропічні хвороби, ані навіть численні леви й крокодили, що наганяли жах на тутешніх мешканців. Розсипи золота виявилися незначними й повністю вичерпалися протягом трьох років. 1882 р. недалеко від родовища «Відпочинок пілігримів» у межиріччі Коматі й Крокодилової було знайдене багате жильне золото й закладено рудник «Золотий кар'єр», який давав рекордний вміст золота на тонну (150—210 г), але його багаті ділянки також були вибрані досить швидко.
Виявлені родовища сприяли більш ретельним пошукам золота, у яких брали участь сотні старателів, але результати їхньої наполегливої праці були майже марними. Розвідки золотошукачів «каліфорнійської школи», що використовували шліховий метод, не приносили успіху (за виключенням окремих невеликих розсипів), оскільки геологічні умови залягання золота на півдні Африки суттєво відрізнялися від усіх відомих на той час. Відкриття тут потужних родовищ благородного металу супроводжувалось зламом наявних геологічних уявлень щодо типів руд золота. Задля відкриття родовищ, треба було зрозуміти, що численні виходи пластів галькових конгломератів, які довгими невисокими гребенями («рифами») простягалися степовою поверхнею, можуть включати золото й бути новим, незвичним типом золотовмісної геологічної формації. Сила-силенна золотошукачів пройшла повз ці рифи на півдні Трансвааля без жодних наслідків. Перший, хто здолав інерцію «каліфорнійського» мислення й здогадався про новий тип золотих родовищ, був геолог Фред Штрубен. Він починав успішним старателем на розсипному родовищі «Відпочинок пілігримів», а 1884 р. започаткував розробку конгломератів: встановив дробарки, найняв робітників й отримав перші унції коштовного металу. Аналіз зразків показував наявність золота в цементному камені, що скріплював гальку конгломератів.
Відкриття найбільшого золотого родовища світу відбулося у квітні 1886 р. Лаври першовідкривачів дісталися робітникам Ф. Штрубена — австралійському старателю Дж. Гаррісону й Дж. Волкеру, які виявили поблизу ферми Ланглаагте (майбутній Йоганнесбург) пласт з промисловим вмістом золота (виходи Головного Рифа). Лише Штрубен, у якого вже склалося уявлення щодо протяжності виходів конгломератів і їх значення, зумів оцінити справжню суть відкриття. У стислі терміни він скупив навколишні землі (наскільки йому дозволили статки), але то була лише невеличка ділянка колосального родовища Вітватерсранд . Приземкувате пасмо Вітватерсранда (перекладається як «Хребет Білих Вод») простяглося майже на 45 км, поділяючи притоки річок Лімпопо (північний схил) та Вааля (південний). Товщина рудних шарів коливалась від декількох десятків сантиметрів до 4,5 м. Верхнє крило пластів (до 40 м від поверхні) вміщувала золотовмісні колчедани, що вже розклалися. Вилучити метал з них традиційними способами (подрібнення, амальгамація) було не важко. Середній вміст золота при цьому становив близько 19 г на тонну. Натомість, більш глибокі поклади вміщували золото хімічно зв'язане з колчеданом, що (до винайдення особливих технологій) робило недоладним його видобуток. Розробку покладів вели спершу відкритими способами, а потім похилими виробками в площині пласта. Пізніше використовували розкриття покладів вертикальними стовбурами й квершлагами.
Поблизу першої знахідки золота незабаром виник табір старателів, куди збиралася вельми різноманітна публіка. Панівні тут звичаї забезпечили красномовну назву селища «Півмилі пекла», у подальшому перейменованого на Йоганнесбург. Протягом першого десятиріччя видобутку сюди переселилося понад 100 тис. золотошукачів (що майже вдвічі перевищувало кількість корінного населення Трансвааля). Золота лихоманка проявилася в швидкому скуповуванні рудних ділянок, утворенні десятків видобувних компаній, біржових спекуляціях їхніми акціями. На відміну від розробки розсипів, видобуток руд золота в міцних породах відразу потребував крупних капіталовкладень, що призвело до об'єднань старателів у компанії (артілі), які збільшувались, поглинаючи одна одну.
Старателі (ойтландери), що прибували в Трансвааль, були здебільшого англійцями, а відносини країни бурів з Британською імперією дедалі більше ускладнювались, особливо після переходу контролю над видобутком золота до компанії Сесіла Родса «Рудники Ранда». Показово, що саме на гроші від алмазів Кімберлі були скуплені ділянки й приватні компанії Вітватерсранда. Всемогутній володар Капської колонії, який нещодавно додав до англійської корони багаті золотом землі у межиріччі Лімпопо й Замбезі (на честь Родса цю країну було названо Родезія) вважав за можливе анексувати золотоносні провінції Трансвааля. У цьому випадку приватні інтереси компанії Родса повністю збігалися з його політичною доктриною світового володарювання Британії. Розроблені ним ідеї геополітичного проекту «Символ віри» полонили багатьох англійських інтелектуалів, зокрема К. Дойла, Р. Кіплінга, Р. Хаггарда та ін. Завжди іронічний Марк Твен характеризував Родса так: «Він до сього дня стоїть на карколомній висоті, під самим куполом неба, залишаючись дивом свого часу, загадкою нинішнього віку, архангелом з крилами — для однієї половини світу й дияволом з рогами — для іншої. Відверто визнаю, я захоплююсь ним; і коли проб'є його година, я обов'язково куплю на згадку кусок мотузки, на якому він буде повішений».
Бури (африканери), які зберігали відданість фермерському устрою життя, глибоку релігійність, звичаєвий консерватизм (їх майже не вдалося «заразити» ні алмазною, ні золотою лихоманками), стримували подальшу колоніальну експансію англійців. Вельми характерною була пророча реакція останнього президента Трансвааля Пауля Крюгера на знахідку золота Ранда: «Не кажіть мені про золото. Це метал, від якого отримують менше користі ніж чвар, нещасть та злигоднів… Я кажу Вам: кожна унція, вилучена з нашої землі, потягне за собою потоки сліз і крові тисяч найкращих із нас». Надія бурів була лише на те, що інтенсивні розробки в стислий час вичерпають золоті родовища і тисячі невгамовних старателів нарешті покинуть їх країну. Крах цих надій і остаточний «вирок» Трансваалю зумовили дві обставини: свердловини, пробурені в рудні тіла на великі глибини (1890 р. свердловина «Ранд Вікторія» досягла глибини 703 м), дали керни багаті золотом, а винахід шотландських вчених Дж. Мак Артура та братів Форрестів способу вилучення золота ціануванням зробив доцільним видобуток золото-колчеданових руд на значних глибинах.
Перша спроба анексувати Вітватерсранд сталася новорічного тижня 1865—1866 рр. і увійшла в історію під сумнозвісною назвою «рейд Джеймсона». Натхненником акції, скерованої на військове захоплення Йоганнесбургу та організацію повстання ойтландерів проти бурів, виступив Сесіл Родс. Очолив виступ генеральний адміністратор його компанії Ліндер Джеймсон. У експедиційному корпусі було близько 600 охоронників з рудників Родса, кінних родезійських поліцейських і старателів-добровольців. Рейд Джеймсона виявився для загарбників катастрофічним: бури під проводом славнозвісного воєначальника Піта Кроньє оточили й винищили більшу частину англійців, змусивши капітулювати Л. Джеймсона. Заколотники в середовищі ойтландерів Йоганнесбурга були також знешкоджені. В Англії цю поразку сприйняли лише як пролог до майбутньої великої війни за золото Ранда. Саме Джеймсонові присвятив «співець імперії» Р. Кіплінг один із своїх найбільш проникливих поетичних шедеврів вірш «Якщо» («If»), в якому натякає, що все попереду: «І ти свій крах сприймаєш як вимогу
Свою роботу починати знов…»
Ось як описав «причини незгоди» (з позицій Британської імперії) славетний англійський письменник Артур Конан Дойл у фундаментальному дослідженні «Англо-бурська війна»: «Може здатися, що є якийсь зв'язок між безплідністю земної поверхні та цінністю корисних копалин під нею. Скелясті гори Західної Америки, безводні рівнини Західної Австралії, закуті кригою ущелини Клондайка й пустельні схили вельда в Вітватерсранді — під ними розташовані величезні сховища світових скарбів.»
Наявність у Трансваалі золота була відома й раніше, але тільки 1886 р. стало зрозуміло, що родовища, розташовані приблизно за тридцять миль південніше столиці, навдивовижу багаті. Особливістю рудників Ранда є те, що по всьому золотоносному конгломерату метал розподілений приблизно рівномірно й підприємство може розраховувати на стабільність, а це нехарактерно для такої галузі, як золотовидобуток. Нині там радше кар'єри, ніж шахти. Додайте до переваг, що рудні поклади, які першими розроблялися при відслоненні, тепер досліджені на дуже значні глибини та, як виявилося, мають характеристики рівнозначні поверхневим.
Таке відкриття мало відповідний ефект. У країну кинулася величезна кількість шукачів пригод; деякі з них були гідними людьми, а інші — зовсім навпаки… Тут розробка не заохочувала індивідуального старателя, самородки не виблискували під товкачем для подрібнювання руди, як в Баллараті, не віддячували золотошукачів за труди, як в Каліфорнії. Це родовище потребувало складного обладнання, яке міг забезпечити тільки капітал. Управлінці, інженери, рудокопи, технічні спеціалісти, крамарі та маклери, що годувалися з рудників, були ойтландерами. Вони походили з усіх земних народів, але переважну більшість становили англійці. Незабаром населення районів золотовидобутку перевищило кількість трансваальських бурів, причому воно складалося переважно з молодих людей, розумних і енергійних. Ситуація склалася доволі дивна…" Далі Дойл зупиняється на нібито реакційності трансваальської держави, великих податках на ойтландерів, відсутності в них виборчого права, називає інші побічні причини, що дали формальні підстави для вторгнення.
1899 р. розпочалася англо-бурська війна. Три роки бури героїчно протистояли найпотужнішій імперії світу, але незважаючи на блискучі дії армії Трансвааля й повсюдний мужній спротив населення країни, — незалежна держава бурів припинила своє існування, а золото Ранда повністю підпало під контроль Британії. У світовій громадській думці симпатії та співчуття весь час залишалися на боці відважних бурів. З багатьох країн Європи боротися за Трансвааль їхали добровольці. Красномовним свідченням ставлення до цієї війни в Україні можуть бути спогади письменника Юрія Смолича «Дитинство». Перша глава цієї повісті «Трансвааль» віддзеркалює найсильніше враження дитячих років. За Смоличем, київські інтелігенти відстежували події війни з популярної «Неви», діти на вулицях гралися в бурів, куховарки зітхали через невтішні відомості з війни, а катеринщики постійно заводили найпопулярнішу в тогочасному Києві пісню «Трансвааль, мій рідний край, палаєш ти в вогні…»
Золоті родовища Вітватерсранда виявилися незвичайним явищем природи, сконцентрувавши в собі унікальну кількість промислового золота на Землі — близько 70 тис. т. Вітватерсранд забезпечив небувалий видобуток — понад 40 тис. т золота, що значно перевищує доробок будь-якого іншого родовища чи окремої країни протягом усієї історії (для порівняння: Клондайк дав 300 т, Аляска — 950 т, Каліфорнія — 3,3 тис. т, уся Австралія — 6 тис. т). Сучасний Ранд — це величезний промисловий комплекс, що поєднує інфраструктуру 71 рудника, 39 з яких належать до розряду потужних. На них працює понад 250 тис. гірників. Глибина розробки сягнула 3900 м, зумовивши проблеми високих температур (близько 600 °C) і катастрофічних викидів порід унаслідок високого гірського тиску. Крім видобутку руд, упроваджені у виробництво два великі металургійні комплекси, розраховані на переробку 1,3 млн т старих породних відвалів, які створюють навколо Йоганнесбурга справді фантастичний пейзаж.
Протягом сторіччя золото Вітватерсранда було головним і постійним джерелом надходження цього благородного металу, який вливався в канали світової валютно-фінансової системи (у різні роки родовище забезпечувало від 30 до 80 % світового видобутку). Південно-Африканський Союз (майбутня ПАР) — єдина країна світу, де золото в XX ст. було головним продуктом виробництва (і це за величезного видобутку алмазів, платини, вугілля тощо). Британська імперія, здебільшого завдяки Ранду, була майже монопольним постачальником золота на світовий ринок, а США — ледве не одноосібним покупцем південноафриканського золота, що забезпечило американському долару функцію світових грошей. На жаль, частка Африки в розподілі прибутків від експлуатації її надр була мізерною, що також можна вважати наслідком поразки африканерів у англо-бурській війні…

## Сучасні дослідження
За сучасними оцінками, басейн Вітватерсранд може приховувати значний запас так званого «невидимого золота», яке заховане в інших мінералах серед 6 млрд тонн відходів, які утворили відвали навколо шахт Йоганнесбурга. Відходи в хвостах колишньої розробки родовища можуть містити до 460 тонн «невидимого золота» вартістю до $24 млрд.